# Words with Gods
Words with Gods è un film collettivo di produzione messicana e statunitense del 2014.

## Lista degli episodi
- La sangre de Dios (G. Arriaga)
- The Man That Stole a Duck (H. Babenco)
- The Confession (Á. de la Iglesia)
- Kaboki (B. Ghobadi)
- The Book of Amos (A. Gitai)
- Our Life (E. Kusturica)
- God Room (M. Nair)
- Sufferings (H. Nakata)
- True Gods (W. Thornton)